# Pedra Azul
Pedra Azul è un comune del Brasile nello Stato del Minas Gerais, parte della mesoregione di Jequitinhonha e della microregione di Pedra Azul.